# Будь готов к неожиданностям
«Будь готов к неожиданностям» (иер. трад. 非常突然, кант.-рус.: Фэй сён тат инь, англ. Expect the Unexpected) — гонконгский драматический криминальный боевик 1998 года, срежиссированный Патриком Яу по сценарию Ситхоу Камъюня, Яу Найхоя и Тауруса Чау. В главных ролях заняты Лау Чинвань и Саймон Ям.

## Сюжет
Чун Кинь, глава гонконгского Отдела по борьбе с организованной преступностью, совместно с Лэй Самом, Мэйси, Джимми и Чхён Санем занимается поимкой бесчеловечной команды убийц. Тем временем трое неуклюжих грабителей прибывают с материка, чтобы ограбить ювелирный магазин. Всё идёт наперекосяк: одного арестовывают, а остальные укрываются в том же здании, что и безжалостные убийцы. Официантка Мэнди, работающая в кафе через дорогу, становится главным свидетелем.

## В ролях
| Актёр       | Роль      |
| ----------- | --------- |
| Лау Чинвань | Лэй Сам   |
| Саймон Ям   | Чун Кинь  |
| Руби Вон    | Мэйси     |
| Хёй Сиухун  | Чхён Сань |
| Рэймонд Вон | Джимми    |
| Йойо Мун    | Мэнди     |

## Кассовые сборы
В кинопрокате Гонконга лента собрала 5 359 800 гонконгских долларов за 23 дня показов в период с 28 мая по 19 июня 1998 года.

## Номинации и награды
18-я Гонконгская кинопремия (1999) — номинация в следующих категориях:
- Лучший сценарий — Ситхоу Камъюнь[англ.], Яу Найхой[англ.], Таурус Чау
- Лучший актёрский дебют — Йойо Мун[англ.]